# バーライター
バーライター、バライタ（בָּרַיְתָא, ברייתא bāray(ə)thā’, Baraita, Baraitha, Beraita）はアラム語で「外側　"external", "outside"」を意味し、ミシュナーには取り込まれなかったタンナーイームというラビ群の言説であり、ユダ・ハナシが編纂したもの。
複数形はバーライトート בָּרַיְתוֹת Baraitot である。バライターとも言う。
ゲマーラーに一部が引用されている。更に、バーライターの集成の一つがトーセフターとなった。
ミシュナーには劣るとされており、ミシュナーとバーライターの内容に違いがある場合、ミシュナーが採用される。

## 資料案内
- マイモニデス Introduction to the ミシュネー・トーラー Mishneh Torah (English translation)
- Tosefta and Baraita (Hebrew), Maimonides Introduction to the Commentary on the Mishna
- The Oral Tradition, Aryeh Kaplan
- Baraita, jewishencyclopedia.com
- What is a Beraita?, askmoses.com